# Kazakstans herrlandslag i vattenpolo
Kazakstans herrlandslag i vattenpolo representerar Kazakstan i vattenpolo på herrsidan. Laget slutade på nionde plats i 2000 års olympiska turnering samt på elfte plats vid VM 1998.

### Fotnoter
1. ↑  Todor Krastev (19 mars 2000). ”Men Water Polo Olympic Games 2000 Sydney (AUS) 23.09-01.10 - Winner Hungary” (på engelska). Sport Statistics. Arkiverad från originalet den 29 juni 2015. https://web.archive.org/web/20150629154300/http://todor66.com/Water_Polo/Olympic/Men_2000.html. Läst 4 augusti 2015.
2. ↑  Todor Krastev (19 mars 1998). ”Men Water Polo World Championship 1998 Perth (AUS) - 09-18.01 Winner Spain” (på engelska). Sport Statistics. Arkiverad från originalet den 29 juni 2015. https://web.archive.org/web/20150629104544/http://todor66.com/Water_Polo/World/Men_1998.html. Läst 4 augusti 2015.